# Diego de Rojas (Córdova)
Diego de Rojas é uma comuna da província de Córdoba, na Argentina.